# تيدي غلوفر
تيدي غلوفر (بالإنجليزية: Teddy Glover)‏ (7 أبريل 1902 في المملكة المتحدة - 8 فبراير 1993 ببويبلو في الولايات المتحدة) هو لاعب كرة قدم بريطاني (وحمل سابقاً جنسية المملكة المتحدة لبريطانيا العظمى وأيرلندا) في مركز الدفاع. لعب مع نادي ساوثبورت ونيويورك جاينتس وNew York Soccer Club ‏ وWigan Borough F.C. ‏ وNew Brighton A.F.C. ‏ وBrookhattan ‏ وNew York Americans (soccer) ‏.